# Патрик Гюннарссон
Патрик Сигюрдюр Гюннарссон (исл. Patrik Sigurður Gunnarsson; род. 15 ноября 2000, Коупавогюр, Хёвюдборгарсвайдид) — исландский футболист, вратарь клуба «Кортрейк» и сборной Исландии.

## Клубная карьера
Гюннарссон — воспитанник клуба «Брейдаблик». В 2017 году он был включён в заявку команды на сезон. В 2018 году Патрик на правах аренд выступал за ИР. Летом того же года Гюннарссон перешёл в английский «Брентфорд». 9 марта 2019 года в матче против «Мидлсбро» он дебютировал в Чемпионшипе. В начале 2020 года Патрик был арендован клубом «Саутенд Юнайтед». 22 февраля в матче против «Бертон Альбион» он дебютировал в Первой лиге Англии.
Летом 2020 года Гюннарссон был арендован датским «Виборгом». 27 сентября в матче против «ХБ Кёге» он дебютировал в Первой лиге Дании. В начале 2021 года Патрик на правах аренды перешёл в «Силькеборг». 14 февраля в матче против «Видовре» он дебютировал за новую команду.
Летом 2021 года Гюннарссон на правах аренды присоединился к норвежскому «Викингу». 19 сентября в матче против «Будё-Глимт» он дебютировал в Типпелиге. По окончании аренды клуб выкупил трансфер игрока, подписав с ним контракт на четыре года .

## Международная карьера
В 2021 году Гюннарссон в составе молодёжной сборной Исландии принял участие в молодёжном чемпионате Европы в Венгрии и Словении. На турнире он сыграл в матче против команды Дании и России.
9 июня 2022 года в товарищеском матче против сборной Сан-Марино Гюннарссон дебютировал за сборную Исландии.